# Championnat d'Union soviétique de football 1990
Navigation
Saison 1989 Saison 1991
La saison 1990 de Vyschaïa Liga est la 53e édition du championnat d'URSS de football.
Lors de cette saison, le Spartak Moscou va tenter de conserver son titre de champion d'URSS face aux 12 meilleurs clubs de l'Union soviétique lors d'une série de matchs aller-retour se déroulant sur toute l'année. 
Quatre places sont qualificatives pour les compétitions européennes, la cinquième place étant celle du vainqueur de la Coupe d'URSS 1990-1991.

## Qualifications en coupe d'Europe
À l'issue de la saison, le champion participera à la Coupe des clubs champions 1991-1992.
Le vainqueur de la Coupe d'URSS 1990-1991 participera à la Coupe des coupes 1991-1992, si ce club est le champion, alors le finaliste de la coupe le remplacera.
Les trois places pour la Coupe UEFA 1991-1992 sont attribuées aux deuxième, troisième et quatrième du championnat si ceux-ci ne sont pas les vainqueurs de la coupe, si c'est effectivement le cas la place reviendra au cinquième.

## Clubs participants

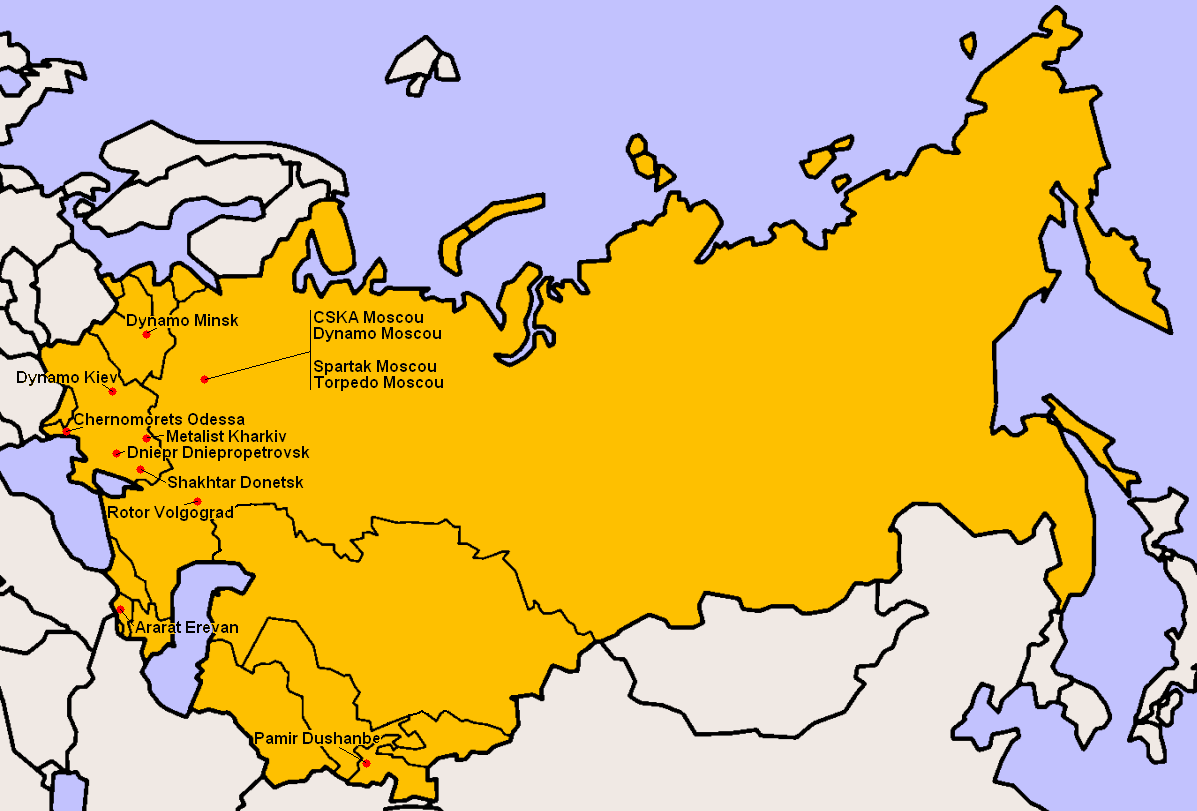
Localisation des clubs engagés dans le championnat.

Légende des couleurs
- Premier tour de la Coupe des clubs champions 1990-1991
- Premier tour de la Coupe des coupes 1990-1991
- Premier tour de la Coupe UEFA 1990-1991
- Promu de deuxième division

| Club                   | Présent depuis | Classement 1989 | Entraîneur               | Stade                | Capacité |
| ---------------------- | -------------- | --------------- | ------------------------ | -------------------- | -------- |
| Spartak Moscou         | 1978           | 1er             | Oleg Romantsev           | Stade central Lénine | 84 745   |
| Dniepr Dniepropetrovsk | 1981           | 2e              | Yevhen Kucherevskyi (en) | Stade Meteor         | 26 400   |
| Dynamo Kiev            | 1936           | 3e              | Anatoliy Puzach          | Stade républicain    | 83 450   |
| Torpedo Moscou         | 1938           | 5e              | Valentin Ivanov          | Stade Torpedo        | 16 000   |
| Tchernomorets Odessa   | 1988           | 6e              | Viktor Prokopenko        | Stade central        | 30 800   |
| Metallist Kharkov      | 1982           | 7e              | Leonid Tkachenko (en)    | Stade Metallist      | 28 000   |
| Dinamo Moscou          | 1936           | 8e              | Semen Altman (en)        | Stade Dinamo         | 36 540   |
| Dinamo Minsk           | 1979           | 9e              | Eduard Malofeev          | Stade Dinamo         | 41 100   |
| Rotor Volgograd        | 1989           | 10e             | Vladimir Faïzouline (en) | Stade central        | 32 120   |
| Ararat Erevan          | 1966           | 12e             | Armen Sarkissian (ru)    | Stade Hrazdan        | 69 000   |
| Pamir Douchanbé        | 1989           | 13e             | Sharif Nazarov           | Stade Pamir          | 21 400   |
| Chakhtior Donetsk      | 1973           | 14e             | Valeriy Yaremchenko (en) | Stade Chakhtior      | 31 800   |
| CSKA Moscou            | 1990           | 1er (D2)        | Pavel Sadyrine           | Stade central Lénine | 84 745   |

### Changements d'entraîneur
| Club            | Entraîneur partant | Date de départ    | Entraîneur arrivant      | Date d'arrivée    |
| --------------- | ------------------ | ----------------- | ------------------------ | ----------------- |
| Dynamo Moscou   | Anatoli Bychovets  | 11 juillet 1990   | Semen Altman (en)        | 12 juillet 1990   |
| Rotor Volgograd | Aleksandr Sevidov  | juillet 1990      | Vladimir Faïzouline (en) | juillet 1990      |
| Dynamo Kiev     | Valeri Lobanovski  | 23 septembre 1990 | Anatoliy Puzach          | 24 septembre 1990 |